# Los Ocotes
Los Ocotes es una localidad del estado mexicano de Guanajuato. Es parte del municipio de Pénjamo.

## Demografía
| Gráfica de evolución demográfica |
|                                  |

| Censo | Población |
| ----- | --------- |
| 1900  | 360       |
| 1910  | 310       |
| 1921  | 461       |
| 1930  | 537       |
| 1940  | 448       |
| 1950  | 793       |
| 1960  | 973       |
| 1970  | 1 191     |
| 1980  | 1 233     |
| 1990  | 1 629     |
| 2000  | 1 622     |
| 2010  | 2 005     |
| 2020  | 2 011     |